# نوزومو کاناگوچی
نوزومو کاناگوچی (انگلیسی: Nozomu Kanaguchi؛ زادهٔ ۸ سپتامبر ۱۹۸۱) بازیکن فوتبال اهل ژاپن است.